# Erich Pfeiffer (Kunsthändler)
Erwin August Erich Pfeiffer (geboren 28. April 1898 in Braunschweig; gestorben 12. April 1965) war ein deutscher Kunsthändler.

## Leben
Erwin Pfeiffer machte nach der mittleren Reife eine Lehre in der Antiquitäten- und Kunsthandlung Willy Matthies in Berlin, diente 1917/18 als Funker bei der Marine und arbeitete dann wieder im Antiquitätenhandel in Berlin. Er gründete im April 1919 in Braunschweig eine Kunst- und Antiquitätenhandlung für den Handel und die Vermittlung von Gemälden, Mobiliar, Kleinkunst, Keramik, Grafik, Orientkunst und Perserteppichen mit Sitz Bertramstraße 10. Er heiratete 1920 Emma Prenzler. 1928 verlegte er sein Geschäft unter dem Namen „Haus der alten Kunst“ nach Hannover und richtete seine Geschäftsräume in dem Haus Celler Straße 3 ein, dem 1680 erbauten „Alten Posthof“.
Nach 1933 ging Pfeiffer vielfältige Geschäftsbeziehungen ein, darunter mit dem ehemaligen Vaterländischen Museum Braunschweigs, dem ab 1935 von Johannes Dürkop geleitete Braunschweigischen Landesmuseum für Geschichte und Volkstum, dem Herzog Anton Ulrich-Museum in Braunschweig und dem Städtischen Museum Braunschweig. Zudem bildete Pfeiffer eine der „wichtigsten Bezugsquellen“ für das Heimatmuseum Köthen. Auch das Bomann-Museum in Celle und das Landesmuseum in Hannover gehörten zu seinen Kunden, aber auch Privatsammler wie Bernhard Sprengel. Bei keinem dieser Objekte konnte jedoch ein Verkauf aus jüdischem oder anderweitig verfolgtem Vorbesitz nachgewiesen werden.
1935 wurde Pfeiffer Mitglied der Reichskammer der bildenden Künste, am 28. Oktober 1937 beantragte er die Aufnahme in die NSDAP und wurde rückwirkend zum 1. Mai desselben Jahres aufgenommen (Mitgliedsnummer 4.888.614). Ebenfalls 1937 trat er der SA bei.
Wahrscheinlich 1939 erwarb Pfeiffer von der Familie des jüdischen Bettfedern- und Daunenfabrikanten Max Rüdenberg das 1922 von Karl Schmidt-Rottluff gemalte Aquarell „Marschlandschaft mit rotem Windrad“ und verkaufte es an Bernhard Sprengel weiter, das 2017 vom Sprengel Museum Hannover an die Erben des von den Nationalsozialisten ermordeten jüdischen Ehepaars Rüdenberg restituiert wurde. Diese Entscheidung wird jedoch als nicht eindeutig angesehen.
1943 wurde Erich Pfeiffer aus der NSDAP ausgeschlossen, unter anderem, weil er „die geforderten Dienste nicht ausführte“. Sein Widerspruch dagegen vor einem NSDAP-Parteigericht blieb erfolglos. Im selben Jahr wurde Pfeiffers Kunsthandlung während der Luftangriffe auf Hannover Ziel von Fliegerbomben und galt seitdem „als kriegszerstört“.
In der Nachkriegszeit durchlief Pfeiffer, der von 1948 bis zu seinem Todesjahr sein Geschäft am Altenbekener Damm 41 oder am Altenbekener Damm 87 in Hannover betrieb – unterbrochen von einem Aufenthalt von 1956 bis 1958 in der Königstraße 54 – ein Entnazifizierungsverfahren.
Seine An- und Verkäufe in der Zeit des Nationalsozialismus sind Gegenstand der Provenienzforschung für verfolgungsbedingt entzogenen Kulturgütern.